# Dao cạo Ockham

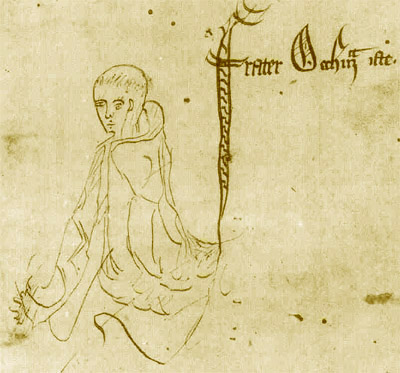
William of Ockham

Dao cạo Ockham (tiếng Anh: Ockham's Razor) là một lý thuyết triết học nổi tiếng của nhà triết học người Anh William xứ Ockham. Nó được ông đưa ra vào năm 1324. William đã viết rằng lời giải thích đơn giản nhất thường là lời giải thích xác đáng nhất, hoặc "Điều gì có thể được giải thích bằng ít giả thuyết hơn thì lại được giải thích một cách vô ích bằng nhiều giả định hơn". Tức là nếu một vấn đề khoa học được giải thích bằng ít giả thuyết nhất thì sẽ đúng đắn nhất. Dao cạo Ockham đã chứng tỏ được giá trị lớn của mình trong việc nghiên cứu khoa học.